# Mike Smrek
Michael Frank Smrek (ur. 31 sierpnia 1962 w Welland) – kanadyjski koszykarz, środkowy, dwukrotny mistrz NBA.

## Osiągnięcia
NBA
- 2-krotny mistrz NBA (1987, 1988)[1]

Reprezentacja
- Uczestnik mistrzostw świata (1994 – 7. miejsce)[2]